# Milieuhandhavingsdecreet
Het Milieuhandhavingsdecreet, officieel Decreet tot wijziging van het decreet van 5 april 1995 houdende algemene bepalingen inzake milieubeleid en tot wijziging aan diverse bepalingen inzake de milieuhandhaving, is een wet die werd uitgevaardigd op 30 april 2009 door de Vlaamse regering, en tot doel heeft om de milieuwetgeving op een uniforme manier te handhaven. Het is een kaderwet waaraan Uitvoeringsbesluiten van de Vlaamse Regering verbonden zijn.
Om het onderscheid te maken met de federale Belgische wetten, worden de wetten die enkel in het Vlaams Gewest gelden, Vlaamse decreten genoemd. Het milieuhandhavingsdecreet vormt Titel XVI van het decreet van 5 april 1995, houdende algemene bepalingen inzake milieubeleid, en is er dus een vervolg van. Dit laatste decreet wordt vaak aangeduid als DABM.

## Voorgeschiedenis en achtergronden
Nadat in 1995 door een interuniversitaire commissie concrete aanbevelingen waren geformuleerd om de doelmatigheid van de handhaving van het milieurecht te verbeteren, werd in 1998 een Voorontwerp van Milieuhandhavingsdecreet door de Vlaamse Regering goedgekeurd. In het Regeerakkoord van 2004 werd uitdrukkelijk gesteld dat op basis van de uitgevoerde studies zou overgegaan worden tot de effectieve realisatie van een milieuhandhavingsdecreet, met als bedoeling te voorzien in verruimde mogelijkheden om administratief te handhaven met eerbied voor de rechten van de verdediging. De verdere werkzaamheden, overleg en advisering zijn uitgemond in de uiteindelijke inwerkingtreding op 25 juni 2009, samen met deze van een Uitvoeringsbesluit.
Met milieuhandhavingsdecreet neemt bepalingen over uit een twintigtal andere Europese, Belgische en Vlaamse regelgevingen, zoals boswetboek, bosdecreet, jachtdecreet, natuurbehoudswet, natuurdecreet, riviervisserijwet en harmoniseert deze.
Het decreet leidt tot een grondige vernieuwing op gebied van de milieuhandhavingsprocedures, tot het oprichten van een nieuwe gewestelijke entiteit, en tot de hervorming van bestaande entiteiten binnen de Vlaamse administratie.
Dankzij het milieuhandhavingsdecreet krijgt de administratie meer instrumenten voor de handhaving van het milieubeheersrecht, waaronder de veralgemeende mogelijkheid om bestuurlijke maatregelen en bestuurlijke geldboeten op te leggen. De ervaring leert immers dat het strafrechtelijk apparaat (gerechtelijke politie, parket en strafrechter) alleen niet in staat is om een voldoende niveau te garanderen van de handhaving van het milieubeheersrecht.

## Inhoud
Het milieuhandhavingsdecreet onderscheidt enerzijds het deel beleid en organisatie van de milieuhandhaving, en anderzijds het deel toezicht, handhavingsinstrumenten en veiligheidsmaatregelen. Hoewel aanvankelijk niet voorzien in de eerste ontwerpen van het decreet, werd ook de opsporing van zekere milieumisdrijven uiteindelijk mede opgenomen.
Toezicht kan worden gedefinieerd als het geheel van de handelingen die erop gericht zijn zich ervan te vergewissen dat de wetten en decreten worden nageleefd. Toezicht is preventief van aard en gericht op het voorkomen of doen ophouden van delicten; er is geen voorafgaand vermoeden van een strafbaar feit.
Opsporing is het geheel van handelingen die kaderen binnen de bevoegdheden die het Wetboek van Strafvordering en bijzondere wetten en decreten toekennen aan opsporingsambtenaren om misdrijven op te sporen met het oog op hun vervolging door de strafrechter. Opsporing is repressief van aard en gericht op het verzamelen van bewijzen bij vermoeden van een strafbaar feit.

### Toepassingsgebied
Het decreet is van toepassing zowel op de milieu-inbreuken als op de milieumisdrijven. Eerstgenoemden betreffen exclusief een schending van administratieve verplichtingen en kunnen voortaan bestuurlijk bestraft worden; laatstgenoemden worden in eerste instantie strafrechtelijk behandeld, doch de dossiers kunnen leiden tot bestuurlijke afhandeling indien de parketten deze meer aangewezen achten.

### Beleid en organisatie
De nieuw opgerichte Vlaamse Hoge Raad voor de Milieuhandhaving stelt jaarlijks een milieuhandhavingsprogramma op, dat prioriteiten vastlegt en diverse aanbevelingen doet. Hierin vervullen mede de Sociaal-Economische Raad van Vlaanderen en de Milieu- en Natuurraad van Vlaanderen een adviserende rol.
In een milieuhandhavingsrapport evalueert eerstgenoemde Hoge Raad jaarlijks werking en resultaten van de milieuhandhaving.

### Toezicht
Diverse personeelsleden van de Vlaamse Overheid, de provincies, gemeenten, Intergemeentelijke Verenigingen en Politiezones kunnen aangeduid worden als toezichthouders. Bij de uitvoering van hun toezichtopdrachten beschikken toezichthouders over meerdere toezichtrechten:
- het recht op toegang;
- het recht op inzage en kopie van zakelijke gegevens;
- het recht van onderzoek van zaken, inclusief het monsternemings-, metings-, beproevings- en analyserecht;
- het recht van onderzoek van transportmiddelen;
- het recht op ondersteuning;
- het recht op het doen van vaststellingen door middel van audiovisuele middelen;
- het recht op bijstand van de politie.

### Voorkoming en vaststelling van milieu-inbreuken en milieumisdrijven
Wanneer toezichthouders merken dat een milieu-inbreuk of een milieumisdrijf dreigt op te treden, kunnen zij alle raadgevingen verstrekken die zij nuttig achten om dat te voorkomen. Is er reeds een feitelijke milieu-inbreuk, dan maken de toezichthouders een verslag van vaststelling op en richten het onmiddellijk aan de gewestelijke entiteit. De vermoedelijke overtreder ontvangt een kopie.
Net zoals de officieren van gerechtelijke politie stellen de toezichthouders de milieumisdrijven vast in een proces-verbaal, dat zij onmiddellijk bezorgen aan de Procureur des Konings bij de rechtbank binnen het rechtsgebied waar het milieumisdrijf is gepleegd.
De toezichthouders bezorgen onmiddellijk een kopie van het proces-verbaal aan de relevante gewestelijke overheden, die belast zijn met de handhaving van de milieuwetgeving.
Het proces-verbaal heeft bewijswaarde tot het tegendeel is bewezen.
Bij de vaststelling van een milieumisdrijf kunnen toezichthouders, met het oog op de bewijsvoering, alle bewarende maatregelen met betrekking tot zaken nemen voor een termijn van hoogstens tweeënzeventig uur. De toezichthouders die aldus een bewarende maatregel hebben genomen, brengen de Procureur des Konings bij de rechtbank binnen het rechtsgebied waar het milieumisdrijf is gepleegd, hiervan onmiddellijk op de hoogte. Deze kan beslissen de bewarende maatregel om te zetten in een bewarend beslag.
Als toezichthouders bij de uitoefening van hun toezichtopdracht een milieu-inbreuk of een milieumisdrijf vaststellen, kunnen zij de vermoedelijke overtreder en eventuele andere betrokkenen aanmanen om de nodige maatregelen te nemen om deze milieu-inbreuk of dat milieumisdrijf te beëindigen, de gevolgen ervan geheel of gedeeltelijk ongedaan te maken of een herhaling ervan te voorkomen.

### Bestuurlijke handhaving
Bestuurlijke handhaving neemt de vorm aan van bestuurlijke maatregelen of van bestuurlijke geldboeten. Samen met een bestuurlijke geldboete kan een bestuurlijke ontneming van het wederrechtelijk verkregen vermogensvoordeel worden opgelegd. De bestuurlijke geldboete is een sanctie waarbij de gewestelijke entiteit een overtreder verplicht een geldsom te betalen. Een voordeelontneming is een sanctie waarbij een overtreder verplicht wordt een al dan niet geschat geldbedrag te betalen ter waarde van het nettovermogensvoordeel dat uit de milieu-inbreuk of het milieumisdrijf is verkregen.
Een bestuurlijke geldboete is hetzij een alternatieve hetzij een exclusieve bestuurlijke geldboete. Eerstgenoemde wordt uitsluitend opgelegd voor welbepaalde uitdrukkelijk opgesomde milieumisdrijven. Ze bedraagt maximaal 250 000 euro. De tweede is uitsluitend toepasselijk op milieu-inbreuken en overschrijdt niet de 50 000 euro. De Vlaamse Regering bepaalt de lijst van de milieu-inbreuken. Die lijst moet een omschrijving bevatten van de juridische basis en van de concrete wettelijke verplichting.
De bevoegdheid tot het opleggen van een alternatieve en van een exclusieve bestuurlijke geldboete vervalt respectievelijk vijf en drie jaar na de vaststelling van de feiten.
Bestuurlijke maatregelen worden schriftelijk of mondeling opgelegd. Bevelen kunnen gegeven worden door de toezichthouders om onder meer bepaalde maatregelen te nemen, of om bepaalde werkzaamheden, handelingen of activiteiten te beëindigen; om inrichtingen te sluiten; om bepaalde zaken mee te nemen of te vernietigen. Bevoegde personen kunnen plaatsen vrij betreden. Het betreden van bewoonde lokalen is aan bijzondere regels onderworpen. Bijstand van de politie kan gevorderd worden.
Als binnen de uitvoeringstermijn geen gevolg wordt gegeven aan de bestuurlijke maatregelen, kunnen de bevoegde personen alle nodige maatregelen ambtshalve uitvoeren of doen uitvoeren, op kosten en risico van de vermoedelijke overtreder.
Bepaalde betrokken personen of rechtspersonen krijgen de kans de Overheid te verzoeken bestuurlijke maatregelen op te leggen.
Er wordt een administratief rechtscollege opgericht, het Milieuhandhavingscollege, dat uitspraak moet doen over het beroep dat wordt ingesteld tegen een beslissing van de gewestelijke entiteit tot het opleggen van een bestuurlijke geldboete. Sinds 1 maart 2018 draagt het Milieuhandhavingscollege de naam Handhavingscollege.
Bij de ontvangst van een proces-verbaal beslist de Procureur des Konings in principe binnen 180 dagen of de zaak al dan niet strafrechtelijk behandeld wordt. Tijdens deze periode kan er geen bestuurlijke geldboete worden opgelegd.

### Oplegging van bestuurlijke geldboeten
Van zijn beslissing over het al dan niet strafrechtelijk behandelen van een milieumisdrijf bericht de Procureur des Konings de gewestelijke entiteit. Die entiteit informeert de verbalisant over de beslissing van de Procureur des Konings. Een beslissing om het milieumisdrijf strafrechtelijk te behandelen, sluit het opleggen van een bestuurlijke geldboete uit. De oplegging van een bestuurlijke geldboete is eveneens uitgesloten als de Procureur des Konings nalaat om tijdig zijn beslissing mee te delen aan de gewestelijke entiteit. Indien beslist wordt het dossier niet strafrechtelijk te behandelen impliceert dit het het verval van de strafvordering.
Als de Procureur des Konings de gewestelijke entiteit tijdig heeft geïnformeerd over zijn beslissing om het milieumisdrijf niet strafrechtelijk te behandelen, start de gewestelijke entiteit de procedure voor de eventuele oplegging van een alternatieve bestuurlijke geldboete, al dan niet vergezeld van een voordeelontneming.
In geval van milieu-inbreuken kan de gewestelijke entiteit een exclusieve bestuurlijke geldboete, al dan niet vergezeld van een voordeelontneming, opleggen. De procedures verlopen analoog als deze voor alternatieve geldboeten. Uiteraard is de voorafgaande behandeling van het dossier bij de Parketten hier volledig weggevallen.

### Opsporing van milieumisdrijven
De Vlaamse Regering kan aan zekere personeelsleden van de Vlaamse Overheid de hoedanigheid toekennen van officier van gerechtelijke politie ten behoeve van de opsporing van bepaalde milieumisdrijven inzake natuur, bossen, jacht en riviervisserij. De aangeduide personen worden gewestelijke milieuopsporingsambtenaren genoemd, dienen een gerechtelijke eed af te leggen en beschikken over een legitimatiebewijs. Hun processen-verbaal hebben bewijswaarde tot het tegendeel is bewezen.
Als de vermoedelijke overtreder bekend is, wordt, op straffe van verval van de bewijswaarde tot het tegendeel, aan de vermoedelijke overtreder een kopie van het proces-verbaal bezorgd. Die kennisgeving wordt gedaan binnen een termijn van veertien dagen, die een aanvang neemt op de dag na de vaststelling van het milieumisdrijf. De bijzondere veldwachters vermeld in het Veldwetboek blijven bevoegd om bepaalde milieumisdrijven op te sporen en vast te stellen.

### Strafrechtelijke handhaving
Elke opzettelijke of door gebrek aan voorzorg of voorzichtigheid gepleegde schending van de door het milieuhandhavingsdecreet gehandhaafde regelgeving is strafbaar met een gevangenisstraf van een maand tot twee jaar en met een geldboete van 100 euro tot 250 000 euro of met een van die straffen.
Deze straffen gelden niet voor de milieu-inbreuken, noch voor de schending van een aantal administratieve verplichtingen of vormvereisten.
Er kan bestraft worden met een gevangenisstraf van een maand tot een jaar en/of een geldboete van 100 euro tot 100 000 euro wegens het schenden van toezichtrechten of voor het opzettelijk negeren van bestuurlijke maatregelen, bestuurlijke geldboeten, veiligheidsmaatregelen of door de rechter opgelegde maatregelen.
Specifieke strafbepalingen zijn voorzien voor de diverse categorieën milieumisdrijven, inzonderheid met betrekking tot:
- inbrengen of verspreiden van stoffen, micro-organismen, geluid en andere trillingen of stralingen in of op water, bodem of atmosfeer;
- achterlaten, beheren of overbrengen van afvalstoffen;
- negeren van transportverbod voor mest;
- bezitten, vangen, zich toe-eigenen van in 't wild levende planten of dieren, of van ervan afgeleide producten; beschadigen van nesten, rustplaatsen of voortplantingsplaatsen van die diersoorten; wijzigen van bepaalde vegetaties;
- schade toebrengen aan bepaalde habitats of leefgebieden van planten- of dierensoorten;
- doen verdwijnen van of een andere bestemming of gebruik geven aan bos;
- afzetten, gebruiken of vervoeren van spuistroom of spuiwater van agrarische oorsprong;

In afwijking van voorgaande hebben de gemeenten de mogelijkheid om voor allerlei kleine vormen van openbare overlast, andere dan afvalgerelateerde, sancties op te leggen overeenkomstig de Nieuwe Gemeentewet. Er wordt dan bestraft, ofwel met politiestraffen, ofwel met een gemeentelijke administratieve geldboete van maximaal 250 euro.
Naast de straf kan de rechtbank, ofwel ambtshalve, ofwel op vordering van de gemachtigde ambtenaar, ofwel op vordering van de burgerlijke partij, bevelen om de plaats in de oorspronkelijke toestand te herstellen, het strijdig gebruik te staken of aanpassingswerken uit te voeren.

### Veiligheidsmaatregelen
Dit zijn maatregelen waarbij de bevoegde personen alle handelingen kunnen stellen of opleggen die zij onder de gegeven omstandigheden nodig achten om een aanzienlijk risico voor mens of milieu uit te schakelen, tot een aanvaardbaar niveau in te perken of te stabiliseren. Er is hier geen sprake van een inbreuk of misdrijf. Het kan om volgende gaan:
- stopzetten of uitvoeren van werkzaamheden, handelingen of activiteiten, ogenblikkelijk of binnen een bepaalde termijn;
- verzegelen of gebruik verbieden van gebouwen, installaties, machines, toestellen, vervoermiddelen, containers, terreinen en alles wat zich daarin of daarop bevindt;
- geheel of gedeeltelijk sluiten van een inrichting;
- meenemen, bewaren of verwijderen van daarvoor vatbare zaken, met inbegrip van afvalstoffen en dieren;
- verbieden van het betreden van bepaalde gebieden, terreinen, gebouwen of wegen.

Veiligheidsmaatregelen worden schriftelijk genomen. Als een ogenblikkelijk optreden vereist is, zijn ze ook bij mondeling bevel uit te voeren.